# 保罗·弗雷尔
保罗·弗雷尔（法語：Paul Frère）是比利时的一名赛车手和新闻工作者。弗雷尔参加过11场一级方程式赛车大奖赛，总共获得了11个锦标赛积分，并在法拉利车队与队友彼得·柯林斯同时登上过一次领奖台。他也参加过一些非锦标赛的一级方程式比赛，其中赢得过1952年边疆大奖赛和1960年南非大奖赛。
弗雷尔也与比利时队友奥利维耶·让德比安驾驶法拉利赢得了1960年勒芒24小时耐力赛。